# Mongolicosa songi
Mongolicosa songi är en spindelart som beskrevs av Marusik, Azarkina och Koponen 2004. Mongolicosa songi ingår i släktet Mongolicosa och familjen vargspindlar. Inga underarter finns listade i Catalogue of Life.